# The Amphitheatre (Grahamland)
The Amphitheatre (englisch Das Amphitheater) ist eine schüsselförmige Senke im westantarktischen Grahamland. Mit einem Durchmesser von 1,2 km liegt sie auf der Südseite des Kopfendes des Northeast-Gletschers.
Die Basen der British Graham Land Expedition (1934–1937) und der United States Antarctic Service Expedition (1939–1941) lagen an dieser Senke. Der Service kartierte sie im Verlauf einer Schlittenexkursion durch das Grahamland über den Northeast-Gletscher und der Bills Gulch hinweg. Der Falkland Islands Dependencies Survey verlieh der Senke im Zuge einer Vermessung im Jahr 1946 einen deskriptiven Namen, da die Form an ein antikes Amphitheater erinnert.